# بروستر (کانزاس)
بروستر (به انگلیسی: Brewster) شهری در ایالت کانزاس کشور ایالات متحده آمریکا است که جمعیت آن در سرشماری سال ۲۰۱۰ میلادی، ۳۰۵ نفر بوده‌است.